# Christmas & Chill
Christmas & Chill là EP Giáng Sinh thứ hai của ca sĩ người Mỹ Ariana Grande. Republic Records cho ra mắt bản thu này vào ngày 18 tháng 12 năm 2015 như một món quà gửi tới người hâm mộ của Ariana Grande. Bản thu tiếp nối các bản nhạc giáng sinh của cô như đĩa mở rộng Christmas Kisses (2013) và đĩa đơn "Santa Tell Me" (2014). Đĩa mở rộng này bao gồm 6 ca khúc giáng sinh mới được viết bởi Grande, tất cả đều mang âm hưởng R&B/trap.
Dự án nhận được nhiều phản hồi tích cực từ giới phê mình, phần lớn đều khen ngợi âm hưởng mới từ Grande. Mặc dù không có bất kì đĩa đơn nào và không được quảng bá, Christmas & Chill đã đạt được thành công lớn về mặt thương mại trong kì nghỉ lễ năm 2015. Đạt mốc 3 trên bảng xếp hạng iTunes toàn thế giới, ra mắt tại vị trí thứ 3 trên bảng xếp hạng Billboard Holiday Albums và tại vị trí 34 trên Billboard 200.
Vào ngày 18 tháng 11 năm 2016, Christmas & Chill được tung ra dưới dạng CD tại Nhật Bản. 

## Thu âm
Theo Tommy Brown, bản thu được ghi âm trong vòng 4 ngày tại phòng thu trong nhà Grande. Góp phần viết lên bản thu bao gồm Grande, Tommy Brown, Michael Foster, Steven Frank, Victoria Monet, Travis Sayles, Ryan Matthew, Ryan và Peter Lee Johnson.

## Danh sách bài hát
| STT              | Nhan đề                 | Sáng tác | Nhà sản xuất                 | Thời lượng |
| ---------------- | ----------------------- | --- | ---------------------------- | ---------- |
| 1.               | "Intro"                 | Ariana Grande Victoria McCants Thomas Lee Brown Travis Sayles Steven Franks Michael D. Foster Ryan Matthew Tedder | Mr. Franks Magi Sayles Brown | 1:05       |
| 2.               | "Wit It This Christmas" | Grande McCants Brown Sayles Foster Tedder Peter Lee Johnson                                                       | Mr. Franks Magi Sayles Brown | 2:41       |
| 3.               | "December"              | Grande McCants Brown Sayles Franks Foster Tedder                                                                  | Mr. Franks Magi Sayles Brown | 1:56       |
| 4.               | "Not Just on Christmas" | Grande McCants Brown Sayles Franks Johnson                                                                        | Sayles Brown                 | 2:02       |
| 5.               | "True Love"             | Grande McCants Brown Sayles Franks Foster Tedder Johnson                                                          | Mr. Franks Magi Sayles Brown | 2:46       |
| 6.               | "Winter Things"         | Grande McCants Brown Sayles Franks Johnson                                                                        | Sayles Brown                 | 2:38       |
| Tổng thời lượng: | Tổng thời lượng:        | Tổng thời lượng:                                                                                                  | Tổng thời lượng:             | 13:08      |

| Japanese CD bonus track | Japanese CD bonus track                               | Japanese CD bonus track                                             | Japanese CD bonus track           | Japanese CD bonus track |
| STT                     | Nhan đề                                               | Sáng tác                                                            | Nhà sản xuất                      | Thời lượng              |
| ----------------------- | ----------------------------------------------------- | ------------------------------------------------------------------- | --------------------------------- | ----------------------- |
| 7.                      | "Into You" (Alex Ghenea Remix) (featuring Mac Miller) | Max Martin Savan Kotecha Alexander Kronlund Ilya Salmanzadeh Grande | Ilya Martin Alex Ghenea (remixer) | 3:38                    |
| Tổng thời lượng:        | Tổng thời lượng:                                      | Tổng thời lượng:                                                    | Tổng thời lượng:                  | 16:46                   |